# .bm
.bm은 버뮤다의 인터넷 국가 코드 최상위 도메인이다. 이 도메인은 1993년 3월부터 버뮤다 대학에 의해 관리되다가 2007년부터 Registrar General of Bermuda (.BM 도메인의 de facto 관리자)에 의해 관리된다.

## 구조
- .bm: 개인용
- .biz.bm: 중소기업, 전문가
- .net.bm: 중소기업, 전문가
- .co.bm: 기업, 상업
- .com.bm: 회사, 상업
- .org.bm: 조직, 전문 분야, 전문 기관
- .edu.bm: 조직, 전문 분야, 전문 기관